# Carl Zeller-Museum
Het Carl Zeller-Museum is een museum in Sankt Peter in der Au, Neder-Oostenrijk. Het is gewijd aan de operettecomponist Carl Adam Zeller (1842-1898).

## Collectie
Het museum heeft een collectie van meer dan vierhonderd stukken, waarvan er rond driehonderd origineel zijn. Een deel is afkomstig uit de gift van zijn zoon aan het lokale mannenkoor, begin jaren 1930. De collectie bestaat onder meer uit foto's, notenhandschriften, onderscheidingen, posters van eerste opvoeringen en allerlei documenten zoals persoonlijke brieven.

## Geschiedenis

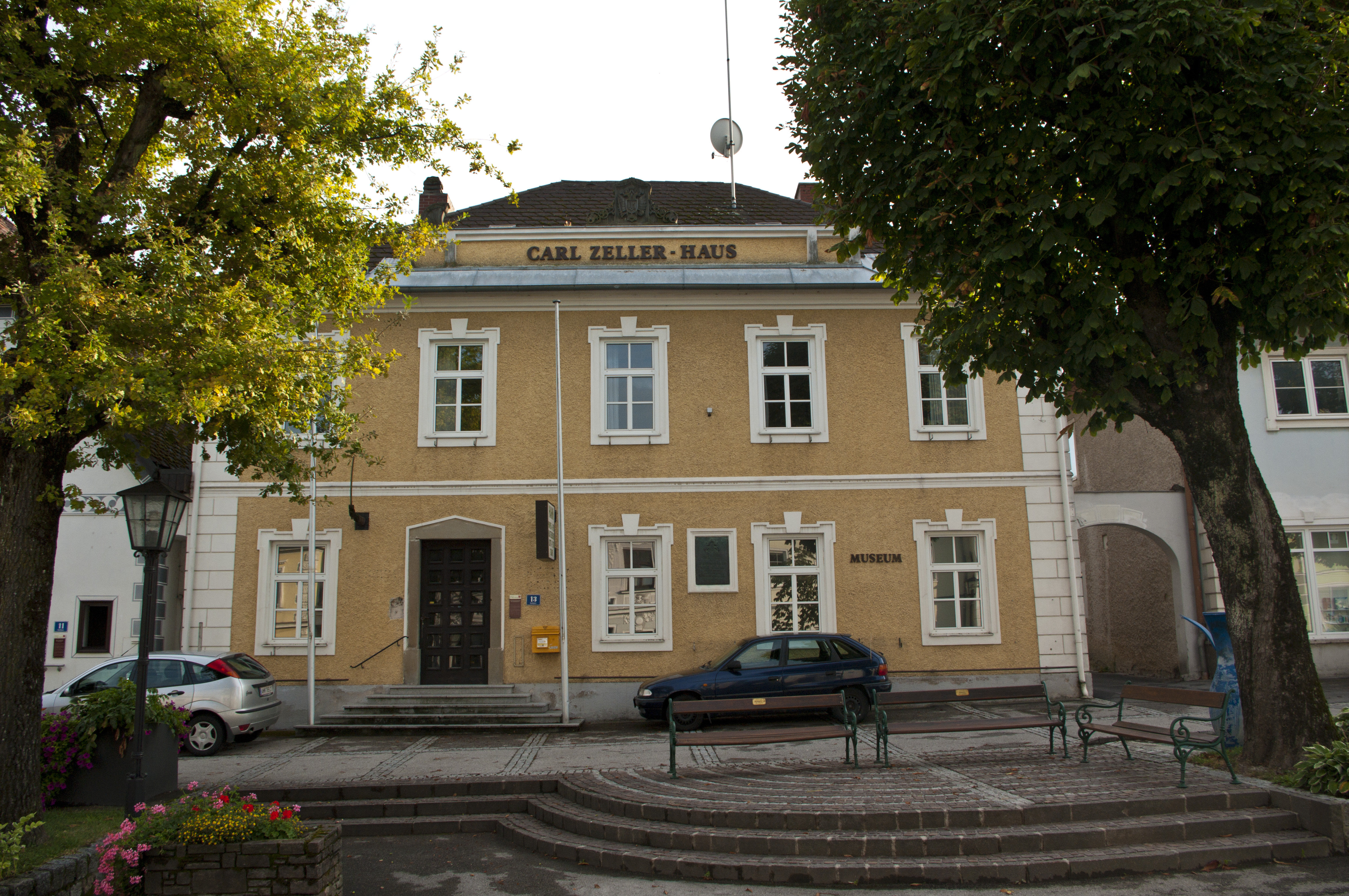
Het Carl Zeller-Haus waar hij werd geboren

Zeller werd op 19 juni 1842 geboren aan de Markt 40; het huidige adres is Marktplatz 13. Hij woonde hier echter niet lang omdat zijn vader een jaar later overleed en hij vervolgens met zijn moeder naar Biberbach meeging. Zeller ontwikkelde zich in het genre operette. Hij wordt de vierde uit het Gouden operettetijdperk genoemd, na de componisten Johann Strauss jr., Franz von Suppé en Karl Millöcker. Doordat hij relatief jong overleed, verkreeg hij niet de cultstatus van enkele van zijn tijdgenoten.
In 1927 werd een monument bij zijn geboortehuis geplaatst. Aan het begin van de jaren dertig schonk Carl Wolfgang Zeller persoonlijke voorwerpen uit de erfenis van zijn vader aan het mannenkoor van Sankt Peter. Hiermee werd de basis gelegd voor de opening in april 1934 van de Dr. Karl Zeller-Musealzimmer.
Na de Tweede Wereldoorlog werd de museumcollectie als vermist beschouwd, tot het in 1965 werd herontdekt. Ondertussen werd in 1967 de Vogelhändler-bron onthuld die door de lokale beeldhouwer Kunibert Zinner werd gemaakt.
Het duurde nog tot 13 juni 1992 tot er op zijn honderdvijftigste geboortedag  een museum werd geopend. Dit gebeurde in het Carl Zeller-Haus waar hij werd geboren. Het museum werd hier voortgezet tot 2009 en werd in april 2013 heropend in het Slot St. Peter in der Au.